# 칸토어의 정리
집합론에서 칸토어의 정리(영어: Cantor's theorem)는 멱집합의 크기가 항상 원래의 집합의 크기보다 크다는 정리이다. 즉, 집합과 멱집합의 원소는 일대일 대응할 수 없다.

## 정의
집합 {\displaystyle X}의 멱집합 {\displaystyle 2^{X}}는 {\displaystyle X}의 모든 부분 집합의 집합이다.
칸토어의 정리에 따르면, 멱집합 {\displaystyle 2^{X}}의 크기는 항상 원래의 집합 {\displaystyle X}의 크기보다 크다. 즉, 다음이 성립한다.
{\displaystyle |2^{X}|>|X|}
즉, 임의의 기수 {\displaystyle \kappa \in \operatorname {Card} }에 대하여, 다음이 성립한다.
{\displaystyle 2^{\kappa }>\kappa }

## 증명
만약 {\displaystyle X=\varnothing }이라면,
{\displaystyle |\varnothing |=0<1=|\{\varnothing \}|=|2^{\varnothing }|}
이므로 성립한다.
만약 {\displaystyle X\neq \varnothing }이라면, 우선 단사 함수
{\displaystyle X\to 2^{X}}
{\displaystyle x\mapsto \{x\}}
가 존재하므로,
{\displaystyle |X|\leq |2^{X}|}
이다. 또한, 만약
{\displaystyle |X|=|2^{X}|}
라고 가정하면, 전단사 함수
{\displaystyle f\colon X\to 2^{X}}
가 존재한다. 이 경우, 부분 집합
{\displaystyle f(a)=\{x\in X\colon x\not \in f(x)\}\in 2^{X}\qquad (a\in X)}
를 구성할 수 있는데, {\displaystyle f(a)}의 정의에 따라
{\displaystyle a\in f(a)\iff a\not \in f(a)}
이며, 이는 모순이다. 즉,
{\displaystyle |X|\neq |2^{X}|}
이며, 따라서
{\displaystyle |X|<|2^{X}|}
이다.

## 역사
게오르크 칸토어가 증명하였다. 이 정리로부터 제기된 의문은 연속체 가설의 토대를 제공하였다.

## 같이 보기
- 대각선 논법
- 칸토어 역설